# Fritz-Joachim Gnädinger
Fritz-Joachim Gnädinger (* 18. April 1938 in Konstanz; † 12. November 2019) war ein deutscher Politiker (SPD).

## Leben
Fritz-Joachim Gnädinger wurde als Sohn des Gymnasiallehrers Dr. Fritz Gnädinger und der Renate Gnädinger, geb. Stader, geboren. Karl Gnädinger war sein Vetter. Fritz-Joachim Gnädinger besuchte das Alexander-von-Humboldt-Gymnasium Konstanz, schloss dort 1957 mit dem Abitur ab und studierte von 1957 bis 1963 Rechtswissenschaften an den Universitäten Freiburg und Bonn. 1963 legte er das Erste Juristische Staatsexamen ab und wurde Gerichtsreferendar. Nach dem Zweiten Juristischen Staatsexamen trat er 1967 in den höheren Justizdienst ein, wurde Gerichtsassessor in Waldshut und Konstanz, dann Staatsanwalt in Konstanz.
Bereits seit 1957 war Gnädinger Mitglied der SPD und 1965 bis 1969 stellvertretender Landesvorsitzender der Jungsozialisten in Baden-Württemberg. 1967 übernahm er den Vorsitz des SPD-Kreisverbandes Konstanz und 1971 bis 1975 war er Mitglied des Landesvorstandes der baden-württembergischen SPD. Außerdem war er Vorsitzender des Beirates der Bürgerrechtsgesellschaft im Bodenseegebiet, Landesvorsitzender der Arbeitsgemeinschaft für Städtebau und Wohnungspolitik (seit 1973), Vorsitzender der SPD-Fraktion im Regionalparlament Hochrhein-Bodensee, Vizepräsident der Sozialistischen Bodensee-Internationale und Mitglied der Gewerkschaft Öffentliche Dienste, Transport und Verkehr sowie der Arbeiterwohlfahrt.
Seit dem 20. Oktober 1969 gehörte er als eines der jüngsten Mitglieder dem Deutschen Bundestag an. Er saß als über die Landesliste Baden-Württemberg gewählter Abgeordneter bis zum 13. Dezember 1976 im Bundestag und noch einmal vom 4. November 1980 bis zum 29. März 1983. In der sechsten, siebenten und neunten Wahlperiode war er ordentliches Mitglied des Rechtsausschusses, ab 7. November 1973 deren stellvertretender Vorsitzender. In der neunten Wahlperiode war er ordentliches Mitglied im Ausschuss für Wahlprüfung, Immunität und Geschäftsordnung. Daneben war er in der sechsten Wahlperiode stellvertretendes Mitglied des Ausschusses für Städtebau und Wohnungswesen sowie in der siebenten und neunten Wahlperiode stellvertretendes Mitglied des Ausschusses für Raumordnung, Bauwesen und Städtebau.
Seit 1968 war er mit Ingrid Gnädinger geb. Tapken verheiratet. 